# Amalio Balzarini
Amalio Balzarini (Ospitaletto, 4 novembre 1909 – ...) è stato un calciatore italiano, di ruolo ala destra.

## Carriera
Nella stagione 1935-1936 ha militato in Serie A con la maglia del Palermo, disputando 7 partite. Ha seguito la squadra in Serie B dopo la retrocessione, categoria nella quale ha disputato altri 7 incontri con la maglia rosanero.